# Ноябрь (фильм, 2017)
«Ноябрь» — эстонский чёрно-белый художественный фильм 2017 года, мистическая драма режиссёра Райнера Сарнета по роману-бестселлеру Андруса Кивиряхка «Ноябрь, или Гуменщик» 2000 года.
Фильм выдвигался в числе списка претендентов на 90-ю премию «Оскар» за лучший фильм на иностранном языке, но не был номинирован.

## Сюжет
Действие происходит на протяжении ноября в бедной эстонской деревушке конца XIX века. Девушка Лина живёт с отцом Рейном, её мать умерла. Лина влюблена в местного парня Ханса и мечтает о том, чтобы он обратил на неё внимание. Однако в усадьбу немецкого барона, владельца деревни, приезжает погостить его дочь, и Ханс влюбляется в баронессу. Между тем, к Лине сватается Эндель, мужчина в годах, который как-то в кабаке договорился с отцом Лины о свадьбе, однако Лине он неприятен.
Жители деревни живут в окружении мистических существ и событий. Из подручных материалов крестьяне могут изготавливать «краттов», своего рода домашних роботов, которые помогают по хозяйству. Чтобы оживить кратта, крестьянин должен продать душу Чёрту, живущему в лесу, однако они обманывают его, вместо крови расписываясь соком смородины. В деревню приходит Чума, сначала в облике светловолосой девушки, затем белой козы, а затем чёрной свиньи, однако Чуму в облике свиньи удаётся убить, и вся деревня радуется. Жители деревни потихоньку обкрадывают усадьбу барона, а горничная Луиза распродаёт платья бывшей хозяйки, в том числе об одном последнем платье мечтает Лина. Сама Лина по ночам может оборачиваться волчицей. Она наблюдает, как Ханс смотрит по ночам на окна молодой баронессы. Та оказывается лунатиком, и по ночам выходит на крышу. Однажды её спасает от падения отец. В другой раз Лина, чтобы завоевать любовь Ханса, по совету ведьмы хочет убить баронессу железной стрелой, но увидев, что та сейчас упадёт с крыши, переносится туда и удерживает её. Позже она говорит ведьме, что если бы баронесса умерла, Ханс бы тоже умер от горя.
Между тем выпадает снег, и Ханс делает своего кратта-снеговика, чтобы тот помог ему завоевать любовь баронессы. Однако ему не удаётся обмануть Чёрта, и тот берёт для подписи настоящую кровь Ханса, то есть покупает его душу в обмен на душу кратта. Кратт много рассказывает Хансу о любви, потому что в виде воды он существовал тысячи лет и многое видел. Но кратт не может выкрасть для Ханса баронессу, потому что краттам запрещено переносить людей. Лина, продав последнюю семейную драгоценность, выкупает у Луизы платье старой баронессы и надевает его. Ночью в платье и покрытая вуалью она приходит к Хансу, который принимает её за баронессу. Они целуют друг друга, и на рассвете расходятся. Кратт-снеговик тает.
Решив, что баронесса дала согласие, Ханс запрягает повозку и едет к усадьбе. Идущая по дороге Лина видит его и ждёт, сняв вуаль. Но Чёрт появляется и, узнав у Ханса, что кратт растаял, убивает Ханса, забирая его душу. Навстречу повозке Ханса едет погребальная карета: той же ночью баронесса погибла, упав с крыши. Узнав о смерти Ханса, Лина топится в реке. Крестьяне находят в реке клад, о котором давно ходили слухи, и вытаскивают из реки труп Лины, оставляя для неё одно из ожерелий из клада.

## В ролях
- Реа Лест — Лина
- Йорген Лийк — Ханс
- Арво Кукумяги — Рейн
- Катарийна Лаук — Луиза
- Таави Ээльмаа — Интс
- Хейно Кальм — Сандер
- Меелис Ряммельд — Ян
- Дитер Лазер — барон
- Йетте Лоона Херманис — баронесса
- Клара Эйгхорн — ведьма
- Том Сепа — Эндель
- Мари Абель — дух матери Лины

## Награды
Оператор фильма получил Приз жюри Международного кинофестиваля Трайбека и награду Общества кинематографистов США. На Кинофестивале в Вирджинии Райнер Сарнет был удостоен награды за режиссуру. 
На фестивале Фантаспорту фильм получил две награды: Приз жюри и Лучший художественный фильм. 
На международном Минском кинофестивале фильм стал победителем в двух номинациях — Гран-при и Приз Юрия Марухина. 
На Таллинском кинофестивале «Тёмные ночи» фильм был признан Лучшим эстонским фильмом. «Ноябрь» также получил премию эстонских кинокритиков как лучший фильм 2017 года.

## Критика
Фильм получил положительные отзывы: так, на Rotten Tomatoes он имеет долю одобрения 96% на основе 27 рецензий, со средней оценкой 7.17/10, а на Metacritic у фильма 79 баллов из 100 на основе 10 рецензий.
Критики отмечали сходство фильма с ранним творчеством Гая Мэддина, а также работами Яна Шванкмайера, хотя и называли ленту Сарнета более доступной для понимания и в конечном итоге представляющей собой универсальную историю стремления к недоступному.